# Кубок Испании по футболу 1954
Кубок Испании по футболу 1954 — 50-й розыгрыш Кубка Испании по футболу выиграл Валенсия. Этот кубок стал третьим в истории команды. 
Соревнование прошло в период с 2 мая по 20 июня 1954 года.

## Результаты матчей

### 1/4 финала
| Команда 1     | Итог | Команда 2       | 1-й матч | 2-й матч |
| ------------- | ---- | --------------- | -------- | -------- |
| Расинг        | 3:4  | Реал Мадрид     | 3:1      | 0:3      |
| Барселона     | 5:3  | Атлетик Бильбао | 4:2      | 1:1      |
| Реал Сосьедад | 3:9  | Валенсия        | 2:5      | 1:4      |
| Севилья       | 6:6  | Эспаньол        | 4:0      | 2:6      |

- Дополнительный матч

| Команда 1 | Счёт | Команда 2 |
| --------- | ---- | --------- |
| Севилья   | 2–1  | Эспаньол  |

### 1/2 финала
| Команда 1   | Итог | Команда 2 | 1-й матч | 2-й матч |
| ----------- | ---- | --------- | -------- | -------- |
| Реал Мадрид | 2:3  | Барселона | 1:0      | 1:3      |
| Севилья     | 1:4  | Валенсия  | 0:1      | 1:3      |

### Финал
| 20 июня, 1954                  | \| Валенсия \| 3:0 \| Барселона \| \| Фуертес 14′, 59′ · Баденес 57′ \| Голы \| \| | Чамартин, Мадрид Зрителей: 110 000 |
| Валенсия                       | 3:0                                                                                | Барселона                          |
| Фуертес 14′, 59′ · Баденес 57′ | Голы                                                                               |                                    |